# デザルグの定理
デザルグの定理（デザルグの-ていり、仏: théorème de Desargue）とは、ジラール・デザルグが証明した空間内の二つの三角形の相互の関係に関するアフィン幾何学（ユークリッド幾何学）および射影幾何学の定理である。
パスカルの定理とともに射影幾何学の基本定理の一つとして知られ、重要な役割を果たす。

## 内容

同一平面上にない二つの三角形、△ABCと△abcについて、AaとBbとCcが一点で交わるとき、直線ABと直線ab、直線BCと直線bc、直線CAと直線caの交点を、それぞれX、Y、Zとすると、X、Y、Zは、同一直線上にある。

## 概要
デザルグの定理および関連する議論をアフィン幾何学（あるいは通常のユークリッド幾何学）の枠組みの中で述べることもできるが、そのような議論を行うためには、平行線や無限遠については例外として扱わなければならないことに注意しなければならない。そのためデザルグの定理は射影幾何学における定理であると考えるのが最も自然である。
平面射影幾何学の枠組み（公理系）では、直線と点は互いに対称的な役割を果たすようになり、射影幾何学における定理においていっせいに「点」と「直線」の文言を取り替えた命題（双対命題）も真となるという射影幾何学の双対原理が成立する。デザルグの定理を射影幾何学の命題と考えるとき、デザルグの定理の双対はデザルグの定理の「逆」であり、このことを指してデザルグの定理は自己双対的 (self-dual) であるという。
デザルグの定理は、空間の次元が3以上である射影幾何学は、ある体 D 上の線型空間の1次元部分空間全体が作る通常の射影空間 P(D) という“係数を持つ”幾何学であることを示す。他方で、空間の次元が2である平面射影幾何学においては，射影幾何学の公理とデザルグの定理は独立な命題であって、デザルグの定理が成立しない非デザルグ幾何 (non-Desarguesian geometry) と呼ばれる射影幾何学を構成することができる。